# Polystachya greatrexii
Polystachya greatrexii är en orkidéart som beskrevs av Victor Samuel Summerhayes. Polystachya greatrexii ingår i släktet Polystachya och familjen orkidéer. Inga underarter finns listade i Catalogue of Life.